# 플립 마크

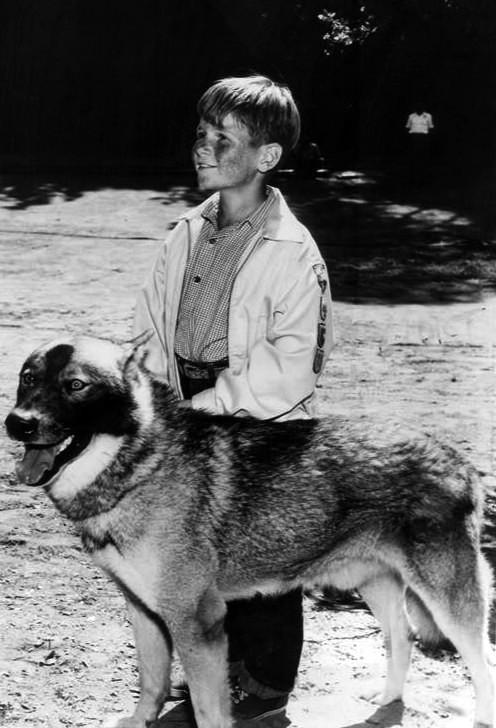

플립 마크(Flip Mark, 1948년 12월 22일 ~ )는 미국의 배우이다.
뉴욕에서 태어났다.

## 출연 작품
- 위기의 남자 (1965년)
- 세이프 앳 홈! (1962년)
- 애정의 고빗길 (1960)
- 여로 (1959년)

### 텔레비전
- 나의 세 아들 (1960년)
- 우리 생애 나날들 (1965년)
- 달려라 래시 (1954년)